# Брио, Серджо
Се́рджо Бри́о (итал. Sergio Brio; 19 августа 1956, Лечче, Италия) — итальянский футболист, известный по выступлениям за туринский «Ювентус». Один из пяти футболистов в истории, выигрывавших все официальные международные клубные турниры для европейских команд: Кубок чемпионов, Кубок УЕФА, Кубок кубков, Суперкубок УЕФА и Межконтинентальный кубок. Выступал на позиции защитника.

## Клубная карьера
Серджо Брио начал карьеру игрока в клубе «Лечче» из своего родного города. Защитник отыграл в команде сезон 1974/75, после чего перешёл в «Ювентус». В составе «старой синьоры» Брио закрепился не сразу: до 1978 года он на правах аренды защищал цвета «Пистойезе». Вернувшись в «Юве», футболист играл за команду на протяжении 12 сезонов вплоть до окончания карьеры.
За время выступлений за «Ювентус» Серджо Брио четырежды выигрывал чемпионат и трижды — кубок Италии. Первым международным трофеем для защитника стал Кубок кубков сезона 1983/84. В следующем сезоне «Ювентус» с Брио в составе выиграл Суперкубок УЕФА и Кубок чемпионов, а 8 декабря 1985 года победил в матче за Межконтинентальный кубок «Архентинос Хуниорс». В сезоне 1989/90, ставшем последним в карьере защитника, он стал обладателем кубка УЕФА.
С 2003 по 2004 год Серджо Брио был главным тренером бельгийского клуба «Монс».

## Достижения

### Командные
- Чемпион Италии (4): 1980/81, 1981/82, 1983/84, 1985/86
- Обладатель кубка Италии (3): 1978/79, 1982/83, 1989/90
- Обладатель кубка европейских чемпионов (1): 1984/85
- Обладатель кубка кубков (1): 1983/84
- Обладатель кубка УЕФА (1): 1989/90
- Обладатель Суперкубка УЕФА (1): 1985
- Обладатель Межконтинентального кубка (1): 1985